# Нор-Аманос
Нор Аманос (вірм. Նոր Ամանոս) — село в марзі Арагацотн, на заході Вірменії. Село розташоване за 33 км на південний схід від міста Аштарак та за 7 км на південь від села Аруч.